# Algebră booleană
Algebra booleană, numită și logica booleană, este un subdomeniu al matematicii în care legile gândirii - obiectul de studiu al logicii clasice - sunt studiate cu ajutorul metodelor simbolice. Denumirea aceasta a fost dată în onoarea matematicianului englez George Boole, care în lucrarea The Laws of Thought („Legile gândirii”), publicată în 1853, a pus bazele acestei algebre.
Algebra booleană este formată din:
- elementele {0,1};
- 2 operații binare numite SAU și ȘI, notate simbolic cu + sau Ú și × sau U;
- 1 operație unară numită NU (negație), notată simbolic 0 sau O.

## Operații
Operațiile se definesc astfel:

## Axiome
Axiomele algebrei booleene sunt următoarele:
Fie o mulțime M compusă din elementele x1, x2,...xn, împreună cu operațiile × și +. Această mulțime formează o structură algebrică dacă:
Mulțimea M conține cel puțin 2 elemente distincte x1 1 x2 (x1,x2I M);
Pentru  x1 I M, x2 I M avem:
x1 + x2 I M și x1 × x2 I M

## Proprietăți
Operațiile × și + au următoarele proprietăți:
sunt comutative
x1 × x2 = x2 × x1
x1 + x2 = x2 + x1
sunt asociative
x1 × (x2 × x3) = (x1 × x2) × x3
x1 + (x2 + x3) = (x1 + x2) + x3
sunt distributive una față de cealaltă
x1 × (x2 + x3) = x1 × x2 + x1 × x3
x1 + (x2 × x3) = (x1 + x2) × (x1 + x3)
Ambele operații admit câte un element neutru cu proprietatea:
x1 + 0 = 0 + x1 = x1
x1 × 1 = 1 × x1 = x1
unde 0 este elementul nul al mulțimii, iar 1 este elementul unitate al mulțimii.
Dacă mulțimea M nu conține decât două elemente, acestea trebuie să fie obligatoriu elementul nul 0 și elementul unitate 1; atunci pentru " x I M există un element unic notat cu x, cu proprietățile:
x × x = 0 principiul contradicției
x + x = 1 principiul terțului exclus
x este inversul elementului x.

## Notații
În definirea axiomatică a algebrei booleene s-au folosit diferite notații. In tabelul următor se dau denumirile și notațiile specifice folosite pentru diverse domenii (matematică, logică, tehnică).
Prima lege de compoziție
x1 + x2
Disjuncție 
x1 Ú x2
SAU
x1 + x2
A doua lege de compoziție
x1 × x2
Conjuncție
x1 U x2
SI
x1 × x2
Elementul invers
x
Negare
Ox
NU
x